# Signal d'alarme (transport)
Pour les articles homonymes, voir Signal d'alarme.

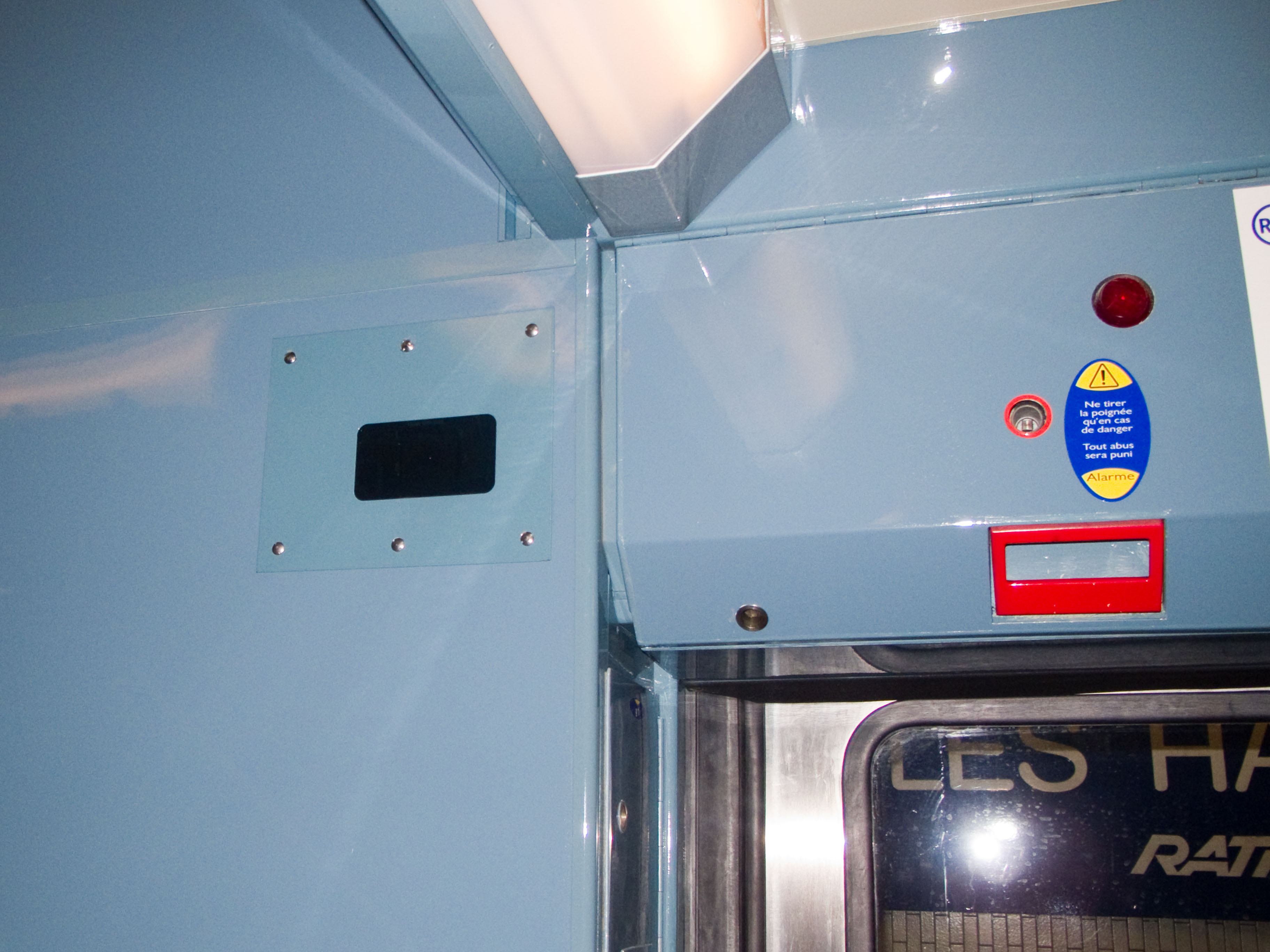
Poignée dans une rame Z 20500 rénovée (livrée Transilien SNCF).

Le signal d'alarme est un dispositif de sécurité accessible aux voyageurs destiné à faire stopper un train en cas d'urgence. 
En France, ce système ne permet pas aux passagers d'arrêter directement les trains mais seulement de signaler par interphone un danger au conducteur qui décide lui-même de l'arrêt.

## Histoire
Au début des années 1860, Eugène Rouher, a obligé les compagnies ferroviaires à installer un signal d'alarme, à la suite de l'émotion suscitée par l'affaire de l'assassinat du juge Poinsot, président de la 4e chambre de la cour impériale de Paris, dans l'express Bâle-Paris par Charles Jud.

## Fonctionnement
Le système de freinage d'un train est à circuit pneumatique. L'activation du signal d'alarme fait relâcher la pression ce qui provoque le freinage du train (voir l'article frein).
Dans les rames du réseau express régional d'Île-de-France (RER) et celles du métro de Paris, l'activation d'un signal d'alarme n'arrête pas le train lorsqu'il est dans un tunnel (sauf si la signalisation ferroviaire oblige celui-ci à stopper dans le tunnel) alors que le signal d'alarme a été actionné mais uniquement dans la gare ou station suivante, pour faciliter l'intervention des secours.